# 1973 في البرتغال
فيما يلي قوائم الأحداث التي وقعت خلال عام 1973 في البرتغال.

## رياضة
- 10 يونيو – الدوري البرتغالي الممتاز 1972-73 الفائز نادي بنفيكا.

## مواليد

### يناير
- 7 يناير – باول فيريرا سياسي كندي.
- 8 يناير – سيرجيو بينتو لاعب كرة قدم برتغالي.
- 10 يناير – ريكاردو كوستا لاعب كرة قدم برتغالي.
- 16 يناير – إميليو بيكسي
- 16 يناير – دوارتي غوميز حكم كرة قدم برتغالي.
- 18 يناير – شوشانا جونسون
- 21 يناير – ريناتو خورخي لاعب كرة قدم برتغالي.

### فبراير
- 5 فبراير – آنا باروس دراجة برتغالية.
- 26 فبراير – ميغيل سيماو لاعب كرة قدم برتغالي.

### مارس
- 2 مارس – كارلوس بينتو لاعب كرة قدم برتغالي.
- 10 مارس – فرناندو ميدينا
- 27 مارس – روي جورجي لاعب كرة قدم برتغالي.

### أبريل
- 11 أبريل – أفونسو مارتينز لاعب كرة قدم برتغالي.
- 20 أبريل – نونو سانتوس لاعب كرة قدم برتغالي.
- 28 أبريل – باوليتا لاعب كرة قدم برتغالي.

### مايو
- 26 مايو – جواو مانويل بينتو
- 28 مايو – ماركو باولو

### يونيو
- 7 يونيو – بيدرو ميغيل دياز لاعب كرة قدم برتغالي.
- 14 يونيو – ديفيد فونسيكا مغني برتغالي.

### يوليو
- 24 يوليو – آنا كريستينا أوليفيرا

### أغسطس
- 6 أغسطس – إيمانويل كوتو لاعب كرة مضرب برتغالي.

### سبتمبر
- 19 سبتمبر – خوسيه أزيفيدو دراج برتغالي.
- 23 سبتمبر – أنطونيو ميغيل فيريرا
- 30 سبتمبر – لويس أندرادي لاعب كرة قدم برتغالي.

### أكتوبر
- 3 أكتوبر – ماورو لاعب كرة قدم أنغولي.

### نوفمبر
- 3 نوفمبر – أرماندو إيفانجيليستا لاعب كرة قدم برتغالي.
- 4 نوفمبر – هوغو كوستا لاعب كرة قدم برتغالي.
- 18 نوفمبر – كوستا لاعب كرة قدم برتغالي.
- 29 نوفمبر – جواو أليكساندر سانتوس لاعب كرة قدم برتغالي.

### ديسمبر
- 14 ديسمبر – روي بورغز لاعب كرة قدم برتغالي.

## وفيات

### يناير
- 1 يناير – ألبرتو أوقستو (مواليد 1898) لاعب كرة قدم برتغالي.